# Nadezhda Zheltakova
Nadezhda Zheltakova (1 de julio de 1976) es una deportista turcomana que compitió en judo. Ganó una medalla de bronce en los Juegos Asiáticos de 1994, y una medalla de bronce en el Campeonato Asiático de Judo de 1999.

## Palmarés internacional
| Juegos Asiáticos    | Juegos Asiáticos  | Juegos Asiáticos  | Juegos Asiáticos |
| Año                 | Lugar             | Medalla           | Categoría        |
| ------------------- | ----------------- | ----------------- | ---------------- |
| 1994                | Hiroshima (Japón) | Medalla de bronce | –66 kg           |
| Campeonato Asiático |                   |                   |                  |
| Año                 | Lugar             | Medalla           | Categoría        |
| 1999                | Wenzhou (China)   | Medalla de bronce | –70 kg           |